# Vera Renczi
Vera Renczi (apodada la Viuda Negra, Sra. Veneno o Chatelaine de Berkerekul), fue una asesina en serie rumana que supuestamente confesó haber envenenado a 35 personas, incluidos sus dos maridos, múltiples amantes y su hijo, con arsénico durante la década de 1920. El primer informe publicado por Otto Tolischus en los Estados Unidos fue en mayo de 1925. El artículo está basado en cartas de los lectores sin nombrar ninguna referencia. La historia de Renczi ha aparecido repetidamente, pero sin detalles rastreables, como fechas específicas de su nacimiento, matrimonio, arresto, condena, encarcelamiento o muerte. La mayoría de las fuentes ubican los asesinatos en Berkerekul, Yugoslavia (actual Serbia ) o Bečkerek, que cambió el nombre a Zrenjanin en 1946. En 1972, el Libro Guinness de los récords mundiales no encontró fuentes autorizadas para respaldar la afirmación de que Renczi mató a 35 personas a principios del siglo XX en el Imperio austrohúngaro.

## Primeros años de vida
Según algunas fuente, Renczi nació en Bucarest en 1903, pero en vista de las fechas de sus presuntos crímenes, una fecha de finales del siglo XIX sería más apropiada. Los relatos de su vida carecen de pruebas documentales comprobables. Su madre murió cuando ella tenía 13 años y se mudó con su padre a Nagybecskerek (hoy Zrenjanin, Serbia ) donde asistió a un internado. A la edad de quince años, se había vuelto cada vez más ingobernable y con frecuencia se escapaba de casa con numerosos novios, muchos de los cuales eran significativamente mayores que ella. Los primeros amigos de la infancia describieron a Renczi con un deseo casi patológico de compañía masculina constante.[cita requerida] y poseer una naturaleza altamente celosa y desconfiada.
Poco antes de los veinte años, su primer matrimonio fue con un rico banquero austriaco llamado Karl Schick, muchos años mayor que ella. Tuvieron un hijo llamado Lorenzo. Dejada en casa todos los días mientras su esposo trabajaba, comenzó a sospechar que su esposo le estaba siendo infiel. Una noche, en un ataque de celos, Renczi envenenó el vino de la cena con arsénico y comenzó a decirles a familiares, amigos y vecinos que la había abandonado a ella y a su hijo. Después de aproximadamente un año de "luto", declaró que había oído hablar de la muerte de su esposo supuestamente separado en un accidente automovilístico.

## Asesinatos posteriores
Poco después de supuestamente escuchar la noticia del "accidente automovilístico" de su primer marido, Renczi se volvió a casar. Esta vez a un hombre más cercano a su edad. Sin embargo, la relación fue tumultuosa y Renczi volvió a estar plagada de sospechas de que su nuevo esposo estaba involucrado en relaciones extramatrimoniales. Después de solo unos meses de matrimonio, el hombre desapareció y Renczi les dijo a sus amigos y familiares que la había abandonado. Después de que había pasado un año, ella afirmó haber recibido una carta de su esposo proclamando sus intenciones de dejarla para siempre. Este sería su último matrimonio.
Aunque Renczi no se volvió a casar, pasó los siguientes años manteniendo una serie de aventuras, algunas clandestinas con hombres casados y otras más. Los hombres procedían de una variedad de orígenes y posiciones sociales. Todos desaparecían en meses, semanas y en algunos casos incluso días después de involucrarse románticamente con ella. Cuando se conectaba con hombres con los que abiertamente tenía una aventura, invariablemente inventaba historias de que ellos eran "infieles" y que la "abandonaban".
La atraparon después de haber envenenado a su último amante, un funcionario bancario llamado Milorad; su esposa denunció su desaparición a la Policía, que la ignoró. Pero prosiguió su propia investigación y rápidamente descubrió que Vera era la amante de su marido. Regresó a la Policía, que envió dos inspectores al castillo. Ella les admitió que Milorad había sido su amante pero que él la había dejado. Impresionados por su belleza, riqueza y excelente reputación, la Policía abandonó la búsqueda. La esposa volvió a la Policía y comenzó a hacer preguntas que deberían haberse hecho hace mucho tiempo: dónde estaba su esposo Joseph? ¿Dónde estaba su hijo? ¿Qué pasó con los muchos otros hombres que la gente sabía que eran sus amantes y también habían desaparecido? La Policía volvió a interrogarla; no solo negó entonces que Milorad fuera su amante, lo que había admitido antes, sino que la Policía tenía una prueba, una carta de amor enviada por ella a su amante. La policía obtuvo una orden de allanamiento y descubrió un sótano redondo cerrado con llave bajo tierra. En él había 35 espacios, cada uno con un ataúd revestido de zinc en su interior. En medio del sótano había un sillón rojo, una gran vela de iglesia y una botella de champán vacía. Ella les dijo que eran todos miembros de la familia, pero insistieron en abrir un ataúd, en el que estaba el cuerpo descompuesto de un hombre. Luego abrieron todos los demás, en los que encontraron lo mismo. Detenida, confesó que los había envenenado a todos con arsénico cuando sospechaba que le habían sido infieles o cuando creía que su interés por ella se desvanecía. También confesó a la policía que, en ocasiones, le gustaba sentarse en el sillón, rodeada de los ataúdes de todos sus antiguos amantes.
Fue declarada culpable de 35 asesinatos y sentenciada a muerte, pero en ese momento Yugoslavia no ejecutaba mujeres. En cambio, fue condenada a cadena perpetua. Durante su juicio, había comenzado a mostrar signos de demencia. Se puso peor en prisión (terminaba hablando con sus víctimas y gritando obscenidades). Murió en 1960. Algunos han especulado que la historia de Renczi pudo haber inspirado la obra Arsenic and Old Lace de Joseph Kesselring, pero esto es incorrecto. Fue el caso Amy Archer-Gilligan el que el dramaturgo utilizó como insipración.
En 2005, la serie Deadly Women de The Discovery Channel contó la historia de Renczi, retratada a través de recreaciones y comentarios de agentes del FBI y de la perfiladora criminal Candice DeLong y un patólogo forense. Renczi apareció en el primer episodio de la serie titulado "Obsesión", donde se describe que mató a sus víctimas en la "década de 1930 en Bucarest, Rumania ". En cuanto a su motivación, la voz en off dice que "el análisis moderno sugiere que simplemente estaba buscando el amor".
El 17 de marzo de 2012, apareció una representación de Renczi en el Daily Mirror, pero se demostró que era una fotografía de 2004 mal identificada y se imprimió una disculpa.
Vale la pena señalar que todos los informes del caso Renczi se remontan a una sola fuente en las revistas estadounidenses publicadas en el período y a pesar de las extensas investigaciones en la región donde se dice que tuvo lugar el caso, no se ha encontrado material de fuente local original. Nada ha sido encontrado hasta la fecha. Por lo demás, no se han encontrado pruebas que apoyen la existencia de Renczi o su condena. Es posible que dichos registros se hayan perdido en la agitación política en el área en los años intermedios o que hayan sido una obra de ficción. Sin embargo, existe un artículo de periódico, uno yugoslavo fechado el 20 de mayo de 1925 y reproducido en el Danville Bee, Danville, Virginia del 22 de mayo.